# Uhrichsville
Uhrichsville är en stad i Tuscarawas County i Ohio. Vid 2010 års folkräkning hade Uhrichville 5 413 invånare.

## Kända personer från Uhrichsville
- Cody Garbrandt, MMA-utövare